# Austin (Minnesota)
Austin is een plaats (city) in de Amerikaanse staat Minnesota, en valt bestuurlijk gezien onder Mower County.

## Demografie
Bij de volkstelling in 2000 werd het aantal inwoners vastgesteld op 23.314.
In 2006 is het aantal inwoners door het United States Census Bureau geschat op 23.331, een stijging van 17 (0,1%).

## Geografie
Volgens het United States Census Bureau beslaat de plaats een oppervlakte van
28,0 km², waarvan 27,8 km² land en 0,2 km² water.

## Plaatsen in de nabije omgeving
De onderstaande figuur toont nabijgelegen plaatsen in een straal van 20 km rond Austin.

## Geboren
- Burdette Haldorson (1934-2023), basketballer
- John Madden (1936-2021), American football-coach en presentator